# Aphnaeus ceylonica
Aphnaeus ceylonica är en fjärilsart som beskrevs av Felder 1868. Aphnaeus ceylonica ingår i släktet Aphnaeus och familjen juvelvingar. Inga underarter finns listade i Catalogue of Life.